# Eyewitness
Eyewitness je americký televizní seriál z roku 2016. Dva patnáctiletí spolužáci se náhodně stanou svědky mnohonásobné vraždy. Přesto se z osobních důvodů rozhodnou nejít se svým svědectvím na policii. Jedná se o remake norského seriálu Øyevitne z roku 2014.

## Děj
Philip a Lukas jsou spolužáci a sousedé a také utajení milenci, kteří žijí na maloměstě Tivoli. Lukas je nadšenec do motokrosu a denně trénuje na blížící se závody. Philip se do města přestěhoval k pěstounům, neboť jeho matka je narkomanka. Jednou v noci jsou spolu v odlehlém srubu v lese, kam Lukas jezdí trénovat. Zde se nechtěně stanou svědky trojnásobné vraždy. Lucasovi se podaří vraha omráčit a s Philipem uprchnou. Rozhodnou se nikomu nic neoznámit, neboť Laucas chce za každou cenu utajit jejich milostný vztah. Místní šerifka Helen Torrance, která je zároveň Philipovou pěstounkou, je bývalá kriminalistka a chce zločin vyšetřit. Dostane se ovšem do sporu s FBI, která vede souběžně zátah na drogového bosse Mithata Milonkovice, a zdá se, že vraždy mají spojitost s obchodem s drogami. Agentka FBI Kamilah Davis i její nadřízený Ryan Kane proto odmítají s Helen spolupracovat. Situace se komplikuje poté, co je nalezena oběšená nezletilá Milonkovicova dcera Bella a Helen zjistí okolnosti její smrti a sám Milonkovic je zavražděn. Lucas začíná mít psychické problémy a když Philip prolomí mlčení, jejich vztah se dostane do krize. Lucas je sledován vrahem, proto ho šerifka nechá zařadit do programu na ochranu svědků. Zdá se, že z FBI někdo vynáší informace a Lucas je proto stále v nebezpečí. V ohrožení se však vzápětí ocitne i Philip.

## Obsazení
| Tyler Young         | Philip Shea                |
| James Paxton        | Lukas Waldenbeck           |
| Julianne Nicholson  | šerif Helen Torrance       |
| Gil Bellows         | Gabe Caldwell, její manžel |
| Warren Christie     | Ryan Kane                  |
| Tattiawna Jones     | Kamilah Davis              |
| Amanda Brugel       | Sita Petronelli            |
| Aidan Devine        | Bo Waldenbeck              |
| Rainbow Sun Francks | Burlingame                 |
| Matt Murray         | Tony Michaels              |
| Katie Douglas       | Bella Milonkovic           |
| Mercedes Morris     | Rose                       |
| Carlyn Burchell     | Anne Shea                  |
| Alex Karzis         | Mithat Milonkovic          |
| Adrian Fritsch      | Tommy                      |

## Seznam dílů
| Č. v seriálu | Název                            | Režie               | Scénář                       | Datum premiéry     |
| ------------ | -------------------------------- | ------------------- | ---------------------------- | ------------------ |
| 1            | Buffalo '0                       | Catherine Hardwicke | Adi Hasak                    | 16. října 2016     |
| 2            | Bless the Beast and the Children | Catherine Hardwicke | Adi Hasak                    | 23. října 2016     |
| 3            | Bella, Bella, Bella              | Scott Peters        | Adi Hasak Angel Dean Lopez   | 30. října 2016     |
| 4            | Crème Brulée                     | Scott Peters        | Adi Hasak Samir Mehta        | 6. listopadu 2016  |
| 5            | The Lilies                       | Kelly Makin         | Angel Dean Lopez Samir Mehta | 13. listopadu 2016 |
| 6            | The Yellow Couch                 | Kelly Makin         | Samir Mehta                  | 20. listopadu 2016 |
| 7            | They Lied                        | Rob Lieberman       | Angel Dean Lopez             | 27. listopadu 2016 |
| 8            | The Larsons' Dog                 | Rob Lieberman       | Adi Hasak Samir Mehta        | 4. prosince 2016   |
| 9            | Savior Unknown                   | Scott Peters        | Adi Hasak Jennifer Coté      | 11. prosince 2016  |
| 10           | Mother's Day                     | Scott Peters        | Adi Hasak Kendall McKinnon   | 18. prosince 2016  |